# Balaenicipitidae
Balaenicipitidae sono una famiglia di grandi uccelli dell'ordine Pelecaniformes, sebbene fossero tradizionalmente collocati in Ciconiiformes. Il becco a scarpa è l'unica specie esistente ed il suo parente vivente più stretto è l'umbretta (Scopus umbretta), che appartiene ad un'altra famiglia. Gli uccelli appartenenti a questa famiglia presentano caratteristiche distintive, come la punta del becco mascellare uncinata, un solco nel becco mascellare sotto le aperture nasali, un setto ossificato, ed un muscolo espansore secundariorum vestigiale o assente.
Questa famiglia comprende i generi:
- Balaeniceps[2]
- † Goliathia (potrebbe appartenere al genere Balaeniceps)[2]
- † Paludiavis[2]